# 연예인
연예인(演藝人) 또는 엔터테이너(영어: entertainer)는 연예에 종사하는 사람을 통틀어 이르는 말이다. 배우, 가수, 희극인, 모델 등이 속한다. 일본어식 표현으로는 예능인(藝能人)이라고도 한다.

## 같이 보기
- 유명인
- 슈퍼스타